# فلاردينجن
فلاردينجن vlaardingen  هي مدينة وبلدية في مقاطعة جنوب هولندا بهولندا. وتقع على الضفة الشمالية لنهر نيوا ماس / نيوا فاترفيخ عند الاتقاء مع آودا ماس. مساحتها 26.69 كم2 (10.31 ميل مربع)، منها 23.64 كم2 (9.13 ميل مربع) أراضي، و70982 نسمة عام 2013.

## طوبوغرافيا
خريطة طوبوغرافية هولندية لبلدية فلاردينجن، سبتمبر 2014، (تقرأ بعد ثلاث نقرات على الخريطة).

## أعلام
- ديريك الخامس، كونت هولندا
- بيرثا من هولندا
- فلوريس الثاني، كونت هولندا
- كارين مولدر
- فلوريس الأول، كونت هولندا